# مجموعة هونغدو لصناعة الطيران
مجموعة هونغدو لصناعة الطيران (بالصينية: 洪都航空工业集团)، عرفت سابقا باسم: شركة نانتشانغ الصينية لتصنيع الطائرات أو (CNAMC). هي شركة صينية تابعة لشركة صناعة الطيران الصينية، تأسست في 1951. يقع مقرها في نانتشانغ، عاصمة محافظة جيانغشي، الصين. تقوم بتصنيع وتوريد الطائرات إلى الجيش الصيني.

## التاريخ
تأسست الشركة في عام 1951 باسم: مصنع هونغدو لبناء الآلات والذي تملكه وتديره الدولة، وفيما بعد باسم: شركة نانتشانغ الصينية لتصنيع الطائرات. في مارس 1998 تم تغيير اسم الشركة إلى مجموعة هونغدو لصناعة الطيران.

## وصلات خارجية
- الموقع الرسمي